# Ірраціональна людина: Огляд екзистенційної філософії
«Ірраціональна людина: Огляд екзистенційної філософії» — впливова книга авторства Вільяма Барретта, видана у 1958 р., яка познайомила англомовний світ з екзистенціалізмом. Написана у розмовному стилі, книга подає читачам визначення термінів та глибший контекст філософських термінів та концепцій, а отже розрахована ця книга на широку аудиторію, яку цікавить дана тема.
Потреба написання тексту про екзистенціалістську філософію автором, для якого англійська є рідною мовою, була необхідною для розуміння цієї філософії, оскільки більшість першоджерельних філософі цього руху не були англомовними. Хоча роботи К'єркеґора були перекладені кількома десятиліттями раніше, на момент видання книги Барретта, повний ефект екзистенціальної філософії ще не був відчутний у англомовному світі. Буття та Ніщо Жана-Поля Сартра стала доступною англомовному читачеві всього лиш декілька років перед тим, переклад Ніцшевого Так промовив Заратустра Волтером Кауфманом — на кілька років довше, а Буття і час Гайдеґґера ще навіть не було перекладене.

## Організація книги
В чотирьох частинах, Барретт коротко пояснює філософську традицію, у реакції на яку виник екзистенціалізм, а тоді представляє основні концепції екзистенційної думки. 

### Частина перша–"Сучасна доба"
Ця частина показує вплив екзистенціалізму на культуру, навіть хоча він залишається маловідомою школою філософського вчення. 

### Частина друга–"Джерела екзистенціалізму"
Ця частина відслідковує розвиток філософії (і є добрим оглядом цієї теми) у відношенні до буття, онтології та метафізики. Це слугує як фон, на якому видно контраст між екзистенціалізмом та іншими формами філософії. 

### Частина третя–"Екзистенціалісти"
Читач знайомиться з чотирьома основними філософами, їх основними думками та термінологіями. 
1. К'єркеґор
2. Ніцше
3. Гайдеґґер
4. Сартр

Обговорення кожного філософа слугує своєрідною мапою для тих, хто шукає вступу до першоджерел, які можуть рясніти унікальною термінологією (Особливо Гайдеґґер та Сартр). Матеріал у кожному з цих чотирьох розділів підсумовує основні тези кожного філософа, які зробили внесок у екзистенціалізм. Реакції філософів один на одного також обговорюються. (Знову ж таки, особливо Гайдеґґер та Сартр). Філософи також позиціонуються у ширшій історії філософських досліджень поза самим екзистенціалізмом. 
Барретт зосереджує свою увагу на цих основних філософах і уникає надто глибокої дискусії (хоча він мимохідь торкається і цієї теми) про багатьох екзситенціалістських мистців, літераторів тощо.

### Частина четверта–"Інтеґральна vs раціональна людина"
Ця остання, коротка частина застосовує екзистенціалізм до світу пізніх 1950-х, в час Холодної Війни.

### Додатки
1. Додаток 1: "Негація, скінченність та природа людини", доповідь автора з 1957 р.
2. Додаток 2: Обговорення екзистенціалізму та аналітичної філософії. (Це не для широкого кола читачів.)